# Robert Wadlow
Robert Pershing Wadlow (ur. 22 lutego 1918 w Alton, zm. 15 lipca 1940 w Manistee) – najwyższy znany człowiek w historii.

## Życiorys
Jego rodzicami byli Addie i Harold Wadlowowie. Podczas narodzin ważył niespełna cztery kilogramy. W wieku sześciu miesięcy osiągnął masę czternastu kilogramów, zaś po roku – trzydziestu kilogramów. W 5. roku życia mierzył 169 cm wzrostu, a w trzeciej klasie szkoły podstawowej był już wyższy od nauczyciela. Gdy miał 13 lat, mierzył już 224 cm. W wieku 18 lat urósł do 254 cm, a mając 22 lata, przed śmiercią, osiągnął wzrost 272 cm i masę 222 kg.

### Śmierć
4 lipca 1940 podczas występu doznał obtarcia kostki, co doprowadziło do powstania pęcherza, który później uległ zakażeniu. Mimo starań lekarzy Robert Wadlow zmarł 15 lipca 1940 w Manistee w stanie Michigan. Pochowano go na cmentarzu w rodzinnym Alton nad rzeką Missisipi.